# Relaciones Burundi-Venezuela
Las relaciones Burundi-Venezuela se refieren a las relaciones internacionales que existen entre Burundi y Venezuela.

## Historia
El 29 de julio de 2019, durante la crisis presidencial de Venezuela, la representación de Burundi ante las Naciones Unidas se unió a una declaración conjunta, dirigida al secretario general António Guterres, en apoyo al gobierno de Nicolás Maduro.